# Souk El Had (Boumerdès)
Souk El Had è un comune dell'Algeria, situato nella provincia di Boumerdès.